# تیدلی مسفیوه
تیدلی مسفیوه (به فرانسوی: Tidili Mesfioua) یک شهرک در مراکش است که در استان حوز واقع شده‌است. تیدلی مسفیوه ۲۱٬۱۰۶ نفر جمعیت دارد.